# KRTAP24-1
KRTAP24-1 (англ. Keratin associated protein 24-1) – білок, який кодується однойменним геном, розташованим у людей на довгому плечі 21-ї хромосоми. Довжина поліпептидного ланцюга білка становить 254 амінокислот, а молекулярна маса — 27 719.
| 10         |  | 20         |  | 30         |  | 40         |  | 50         |
| ---------- |  | ---------- |  | ---------- |  | ---------- |  | ---------- |
| MPAGSMSTTG |  | YPGVCSTTSY |  | RTHCYIPVTS |  | SVTLSSSDLS |  | PTFGHCLPSS |
| YQGNLWLLDY |  | CQESYGEAPT |  | CKSPSCEPKT |  | CSTTGCDPSN |  | SSVPCNSPSA |
| GQVFSVCETT |  | NVSPSPSCSP |  | STQTNGYVCN |  | CHIPTRNASK |  | ACQTLRNGSN |
| CFGQLNCLSK |  | SFQTLNHCRL |  | STLGYKSYQN |  | PCFIPSYVSP |  | LCYISNSCQP |
| QSYLVRNYHY |  | SSYRPTSCRP |  | LSYLSRSFRS |  | LSYIPSTFPP |  | LRYLCSGSRP |
| LKCY       |  |            |  |            |  |            |  |            |

A: Аланін

C: Цистеїн

D: Аспарагінова кислота

E: Глутамінова кислота

F: Фенілаланін

G: Гліцин

H: Гістидин

I: Ізолейцин

K: Лізин

L: Лейцин

M: Метіонін

N: Аспарагін

P: Пролін

Q: Глутамін

R: Аргінін

S: Серин

T: Треонін

V: Валін

W: Триптофан